# Elkenroth
Elkenroth település Németországban, Rajna-vidék-Pfalz tartományban. Lakosainak száma 1782 fő (2023. december 31.).

## Népesség
A település népességének változása:
| Lakosok száma | 1529 | 1814 | 1807 | 1838 | 1773 | 1782 |
|               | 1975 | 2017 | 2019 | 2021 | 2022 | 2023 |